# Die Reise (Lied)
Die Reise ist ein von Freddy Quinn und Peter Orloff geschriebener deutschsprachiger Schlager, der 1974 von Freddy Quinn veröffentlicht wurde.

## Entstehung
Der Komponist und Interpret des Liedes ist Freddy Quinn, der Text stammt von Peter Orloff, der auch als Produzent fungierte. Wilfried Grünberg übernahm die Aufgabe des Arrangeurs.

## Liedtext
Das Lyrische Ich reflektiert über dessen Leben und beschreibt dieses als „Reise durch Glück und Zeit“. Er habe nach der Zukunft gesucht, doch die Vergangenheit gefunden. Ihm sei, „als war es gestern“ und er verstehe die Wahrheit kaum. „Die Reise war mein Leben und mein Leben war wie ein Traum. Ich ging auf einer Reise und ich bin am Ziel allein.“ Nun sei er „ein Fremder ohne Freunde“ und wie „ein Stern im Sonnenschein“. Der Kreis habe sich geschlossen und er verstehe kaum den Sinn.

## Schallplattenhülle
Auf der Schallplattenhülle ist Freddy Quinn zu sehen, der ein gelbes Hemd und eine schwarze Lederjacke trägt, zu sehen ist der oberste Teil des Hemdkragens und Quinns Kopf. Ober dem Kopf befindet sich der Schriftzug „Die Insel Niemandsland“ – der Titel der A-Seite – in gelber Schrift mit grün umrandeten Buchstaben. Darunter, rechts vom Kopf, befindet sich in gelber Schrift und weiß umrandeten Buchstaben der Name „Freddy“. Im unteren rechten Bereich befindet sich der Titel der B-Seite – „Die Reise“ – in hellgelber Schrift.

## Veröffentlichung
Im August 1974 erschien das Lied als B-Seite der von Peter Orloff produzierten Single Die Insel Niemandsland, die im Musiklabel Polydor unter der Katalognummer 2041 582 erschien. Das phonographische Copyright lag bei der Polydor International GmbH, die Veröffentlichung dieses Liedes geschah durch Eldorado und die Veröffentlichung der A-Seite durch Troja. Der Acetatlackschnitt und die Pressung geschah durch die Phonodisc GmbH. Als Arrangeur fungierte Wilfried Grünberg. Die Rechtegesellschaften der Veröffentlichung waren Austro Mechana in Österreich und Sabam in Belgien.
Im Juni 1975 war das Lied auf Quinns Kompilationsalbum Die Insel Niemandsland.
Auf Schallplatte erschien das Album unter der Polydor-Katalognummer 2413 502. Das phonographische Copyright lag bei der Polydor International GmbH und der Druck geschah durch die Gerhard Kaiser GmbH. Das Album erschien im selben Jahr unter der Polydor-Katalognummer 3198 302 auf Kompaktkassette.
1981 war das Lied Teil des Kompilationsalbums Komm, ich zeige dir die Welt. Die Veröffentlichung auf Schallplatte erfolgte unter der Katalognummer 2872 146 im Musiklabel Karussell, die Veröffentlichung auf Kompaktkassette unter der Katalognummer 3472 146.
Das Lied befand sich 2019 auf dem Kompilationsalbum Freddy Quinn, das im Musiklabel Electrola unter der Katalognummer 06025 0823380 im Rahmen der Serie Electrola … Das ist Musik! als Boxset in Form eines Dreifachalbums erschien.